# Моґово
Моґово (пол. Mogowo) — село в Польщі, у гміні Насельськ Новодворського повіту Мазовецького воєводства.
Населення — 837 осіб (2011).
У 1975-1998 роках село належало до Цехановського воєводства.

## Демографія
Демографічна структура станом на 31 березня 2011 року:
|          | Загалом | Допрацездатний вік | Працездатний вік | Постпрацездатний вік |
| -------- | ------- | ------------------ | ---------------- | -------------------- |
| Чоловіки | 402     | 84                 | 270              | 48                   |
| Жінки    | 435     | 87                 | 246              | 102                  |
| Разом    | 837     | 171                | 516              | 150                  |